# Vinicio Angulo
Vinicio César Angulo Pata (Guayaquil, 26 luglio 1988) è un calciatore ecuadoriano, attaccante dell'Astillero.